# Quatre Garçons dans le vent
Pour les articles homonymes, voir A Hard Day's Night.
Pour plus de détails, voir Fiche technique et Distribution.
A Hard Day’s Night, sorti dans le monde francophone sous les titres  Quatre Garçons dans le vent ou Quatre gars dans le vent est un film britannique de Richard Lester sorti le 6 juillet 1964 au Royaume-Uni et le 11 août en Amérique du Nord. Il s'agit d'une comédie mettant en scène les Beatles. Ce titre, né d'un accident de langage de Ringo Starr, est également celui du troisième album des Beatles contenant, entre autres, les chansons jouées dans le film  et de la composition Lennon/McCartney A Hard Day's Night, numéro 1 dans de nombreux pays à sa sortie en single.

## Synopsis
1964. Alors que la Beatlemania fait rage en Angleterre, les Beatles sont attendus à Londres pour jouer dans une émission de télévision. Trois jours dans la vie de John, Paul, George et Ringo, qui déclenchent partout où ils passent des phénomènes d'hystérie collective. On les suit successivement dans le train, dans la rue, dans un club, en répétition ou en concert. Pour arriver aux studios, les musiciens vont devoir affronter tout un tas d’obstacles : Norm, leur manager hyper-anxieux, le grand-père de Paul au tempérament colérique et insoumis et, bien sûr, des hordes de fans hystériques.

## Fiche technique
- Titre original anglais : A Hard Day’s Night
- Titre français : Quatre Garçons dans le vent[1]
- Titre québécois : Quatre gars dans le vent[2]
- Réalisateur : Richard Lester
- Scénario : Alun Owen
- Producteur : Walter Shenson
- Producteur associé : Denis O'Dell
- Montage : John Jympson
- Photographie : Gilbert Taylor
- Musique : John Lennon, Paul McCartney[n 1], George Harrison[n 2]
- Direction musicale : George Martin[n 3]
- Directeur artistique : Ray Simm
- Éditeur : John Jympson
- Assistant directeur : John D. Merriman
- Assistant opérateur : Derek V. Browne
- Costume : Julie Harris
- Maquillage : John O' Gorman
- Coiffure : Betty Glasow
- Budget : 560 000 $
- Recette : 6 millions de dollars
- Société de production : United Artists
- Pays de production :  Royaume-Uni
- Langue originale : anglais
- Format : Noir et blanc - 1,66:1 - Son mono - 35 mm
- Genre : Film musical et comédie
- Durée : 87 minutes
- Date de sortie :
  - Royaume-Uni : 6 juillet 1964
  - États-Unis : 11 août 1964
  - France : 16 septembre 1964[1]

## Distribution
- John Lennon (VQ : Benoît Gouin) : Lui-même
- Paul McCartney (VF : Jacques Bernard et VQ : Martin Watier) : Lui-même
- Ringo Starr (VF : Paul Bisciglia et VQ : François L'Écuyer) : Lui-même
- George Harrison (VQ : Daniel Lesourd) : Lui-même
- Wilfrid Brambell (VF : Fred Pasquali et VQ : Yvon Thiboutot) : John McCartney, le grand-père de Paul McCartney
- Norman Rossington (VQ : Denis Mercier) : Norm
- John Junkin (en) (VF : Jean-Pierre Duclos et VQ : Jean-Luc Montminy) : Shake
- Victor Spinetti (VQ : Jacques Lavallée) : Le réalisateur de la télévision
- Anna Quayle : Millie
- Oscar Chemineau : Un batteur
- Antoine Gasnier : Un clarinettiste
- Kenneth Haigh (VQ : Jacques Lussier) : Simon Marshall
- Derek Nimmo : Leslie Jackson
- Richard Vernon (VF : Jean-Henri Chambois) : le passager du train

### Apparitions non crédités
- L'une des personnes présentes lors de la scène du théâtre de la télévision est un jeune inconnu du nom de Phil Collins.
- Le réalisateur Richard Lester est brièvement aperçu derrière l'estrade lorsque les Beatles interprètent Tell Me Why.
- Pattie Boyd, une des écolières dans la scène du train, deviendra plus tard la première femme de George Harrison.
- Charlotte Rampling est une des danseuses dans la boîte de nuit[3].

## Production

### Genèse
Le film devait d'abord s'appeler The Beatles puis Beatlemania. Le titre vient finalement d'un accident de langage de Ringo Starr utilisé par John Lennon. En effet, celui-là avait dit après une journée d'enregistrement en studio, 'It was a hard day… night', rajoutant le mot night en s'apercevant qu'il faisait nuit,,. « On a eu une longue journée au studio, et on a bossé toute la journée puis finalement une partie de la nuit. Je crois que je suis sorti en pensant qu'il faisait toujours jour, Et j'ai dit It's been a hard day…, puis j'ai regardé autour de moi pour me rendre compte qu'il faisait nuit et je me suis rattrapé : …night ! On est donc arrivés à A Hard Day's Night. » explique Ringo Starr. Une fois le titre du film choisi, la chanson a aussitôt été composée et mise en musique par les Beatles dans la même nuit,,.
Le mot Beatles n'est prononcé qu'une seule fois dans le film, par le grand-père de Paul, mais apparaît sur la grosse caisse de la batterie de Ringo à 30'30, puis sur un panneau lumineux derrière eux à la fin du concert au théâtre. Comme un clin d'œil dans la dernière scène du film, on revoit le nom lorsque le groupe monte dans un hélicoptère de la BEA qui se complète avec les lettres « TLES » une fois la porte fermée[réf. nécessaire].
Après la première du film en juillet 1964, Paul déclare : « Au début, on ne savait pas où se mettre. On regardait nos chaussures. Mais au fur et à mesure, on s'est détendu en voyant que le public avait l'air d'apprécier, et on a trouvé ça pas si mal. À la fin, j'ai rencontré la princesse Margaret et son mari Lord Snowdon qui m'ont demandé ce que j'en avais pensé. J'ai répondu que je pensais qu'on n'était pas très bons, mais qu'on avait un super réalisateur. Elle m'a rassuré en me disant que je n'avais pas à t'inquiéter, que c'était chouette »[réf. nécessaire].

### Tournage
Le tournage du film débute le 2 mars 1964 et s'achève le 24 avril pour être présenté en première à Londres le 6 juillet en présence de la princesse Margaret et de Lord Snowdon.
Dans la scène où les Beatles jouent sur un terrain, John Lennon a dû être remplacé par une doublure. Il était alors en effet en campagne de promotion pour son livre In His Own Write.
La scène où Ringo a l'air extrêmement triste sur le bord de l'eau est le résultat d'une forte consommation d'alcool au cours de la nuit précédente. Elle est accompagnée de Ringo's Theme, une orchestration de la chanson This Boy, que la partition écrite nommait entre parenthèses. Le guitariste studio Vic Flick est entendu sur cet enregistrement.
Chaque membre du groupe a une scène où ils ne sont pas accompagnés des autres à l'exception de Paul dont la scène a été tournée avec une jeune actrice, Isla Blair. Celle-ci fut coupée au montage car elle ne cadrait pas avec le rythme du long métrage. La séquence est maintenant disparue.
Les photos avec un effet stroboscopique simulé, qui habillent le fond de la scène pour leur prestation à la fin du film, ont été prises le 27 juillet 1963 à Weston-super-Mare par le photographe Dezo Hoffmann et son assistant, Martin Mallin. Effectuée sur la terrasse du Royal Pier Hotel où ils logeaient, cette séance avait été commandée par la société de thé Ty-Phoo (en) où les quatre membres du groupe prendraient la pose de chacune des lettres du nom de la compagnie. Sur sa photo, on voit même Harrison tenant une tasse de thé. La promotion n'a finalement pas eu lieu. Ces mêmes illustrations, cette fois colorisées, sont utilisées pour la pochette du disque orchestral de George Martin, By Popular Demand, A Hard Day's Night.

## Bande originale
La version américaine du disque, publiée par la United Artists, se veut une véritable bande originale du film. Elle possède les sept chansons entendues dans le film, en plus de I'll Cry Instead, et quatre chansons du groupe en versions orchestrales par le George Martin Orchestra. Un second album américain, fallacieusement intitulé Something New, qui reprend cinq chansons de la bande originale, est publié par Capitol Records afin de profiter de l'engouement généré par la sortie du film.
La version britannique, publiée quelques semaines plus tard par Parlophone, est un album exclusivement des Beatles qui possède les sept chansons entendues dans le film sur la première face et six autres sur la face 2. C'est le seul album de la discographie du groupe qui ne possède que des compositions signées Lennon/McCartney.

### Chansons des Beatles
Pour les besoins du film, le groupe se voit dans l'obligation d'écrire sur mesure des chansons. Bien que celles-ci n'ont pas besoin de faire avancer l'intrigue, elles seront utilisées pour permettre aux fans de voir leur groupe préféré en pleine action. La United Artists utilisait le film comme véhicule afin de faire paraître un album aux États-Unis sur lequel la compagnie pourrait tirer profit mais, contre toute attente, le film est un énorme succès autant pour les entrées que les avis des critiques. Les droits sur l'album britannique sont conservées par EMI.
Entre le 25 février et le 1er mars 1964, huit chansons, dont trois reprises, sont enregistrées par le groupe et ce projet doit en contenir sept. Le 13 avril, le titre du film est choisi et le lendemain, l'écriture de la chanson A Hard Day's Night par Lennon est pratiquement terminée. Son enregistrement est effectué deux jours plus tard.
Le 24 avril, la chanson I'll Cry Instead est, elle aussi, écrite pour les besoins du film et enregistrée le 1er juin. Lester ayant besoin d'une chanson rythmée pour la scène où le groupe s'amusait dans le champ, à la façon du Running Jumping & Standing Still Film que les Beatles adoraient. Le réalisateur choisi à la place, le titre Can't Buy Me Love, leur tube le plus récent, écrit par McCartney à Paris et enregistré sur place chez Pathé-Marconi, finalisé chez EMI et sorti en 45 tours en mars.
I Call Your Name, aussi soumise au réalisateur mais non retenue, est placée sur le E.P. Long Tall Sally accompagnée des trois reprises à saveur rock 'n' roll enregistrées durant ces séances. C'est le premier de deux maxis contenant des chansons inédites (le second sera Magical Mystery Tour en 1967). Les chansons She Loves You, Don't Bother Me, All My Loving et I Wanna Be Your Man sont entendues dans le film mais, étant précédemment publiées, elles ne seront donc pas incluses dans les versions américaine et britannique de l'album A Hard Day's Night

### Liste des chansons
Voici, dans l'ordre, les chansons ou pièces musicales entendues dans le film. Les chansons notées d'un astérisque avaient précédemment été publiées et n'étaient donc pas inédites au film.
- A Hard Day's Night (générique d'ouverture)
- I Should Have Known Better
- *I Wanna Be Your Man (extrait)
- *Don't Bother Me (Harrison) (extrait)
- *All My Loving (extrait)
- If I Fell
- *Can't Buy Me Love
- And I Love Her
- I'm Happy Just to Dance with You
- Ringo's Theme (This Boy) (instrumental)
- A Hard Day's Night  (extrait - instrumental)
- Can't Buy Me Love (reprise)
- Tell Me Why
- If I Fell (reprise)
- I Should Have Known Better (reprise)
- *She Loves You
- A Hard Day's Night (reprise; générique final)

### Trame sonore
La musique d'ambiance du film est constituée d'orchestrations des chansons du groupe, effectuées par George Martin et son orchestre. Bien que le producteur enregistre pour l'occasion plusieurs versions orchestrales des chansons de l'album, entre autres, seules deux sont entendues dans le film; A Hard Day's Night et Ringo's Theme. Le guitariste studio Vic Flick est invité à jouer sur cette dernière. 
On entend aussi Jimmy Page (avec Big Jim Sullivan) lorsque, pendant la scène dans le compartiment du train, Starr allume un poste radio portable et un morceau de rock and roll est brièvement entendu. Une interprétation au piano de I'm Happy Just to Dance with You est jouée tout juste avant sa prestation par le groupe. Un extrait la chanson Trinke, Liebchen de l'opérette Die Fledermaus de Johann Strauss II, filmé pour l'émission de télévision, est entendu lorsque le grand-père se cache pour imiter les signatures sur la photo du groupe et qu'il gâche accidentellement la répétition[réf. nécessaire]. Cette photo célèbre a été prise par Dezo Hoffman.

### Disques du George Martin Orchestra
Les enregistrements de musique d'ambiance au film, orchestrés par George Martin qui ont été inclus dans la bande originale américaine, ont aussi été publiées par la United Artists Records au Royaume-Uni et ailleurs en 45 tours, en plus de l'inédit If I Fell sur le E.P. Un 33 tours possédant ces cinq enregistrements augmenté de huit autres titres en versions orchestrales, pas tous tirés de l'album d'origine mais de chansons entendues dans le film, est aussi publié aux États-Unis.
Singles
La position atteinte par la chanson dans le palmarès Billboard est inscrite entre parenthèses.
- And I Love Her (#105) / Ringo's Theme (This Boy) (#53) (UA 745)[19]
- A Hard Day's Night (#122) / I Should Have Known Better (#111) (UA 750)[20]

E.P.
- Music from the Film A Hard Day's Night : And I Love Her / Ringo's Theme (This Boy) / A Hard Day's Night / If I Fell (GEP 8930)[21]

Album

## Prix et nominations
George Martin a été nommé aux Oscars pour la musique du film.

## Sorties subséquentes

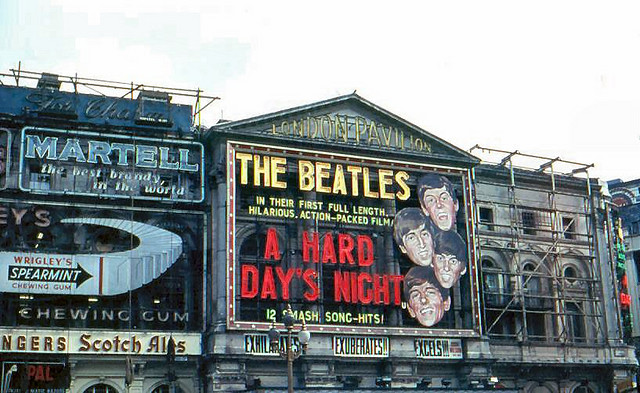
Le film A Hard Day's Night à l'affiche du London Pavilion en août 1964.

À sa sortie, A Hard Day's Night connaît un succès critique et commercial foudroyant, rapportant 5,8 millions de dollars (environ deux millions de livres) en l'espace de six semaines. 
Lorsque le film est présenté à la télé en 1967, la chaîne américaine NBC, qui a comme logo animé un paon coloré, crée pour l'occasion une nouvelle animation. Comme le film est en noir et blanc, elle le présente avec un lively penguin, un manchot animé, qui déplace les titres des émissions I Dream of Jeannie et The Jerry Lewis Show (en) qui sont remplacés par cette diffusion spéciale. Celui-ci ouvre son ventre pour en faire sortir des caricatures du groupe, aussitôt pourchassé par des fans,.
Le film sera présenté dans des salles de cinéma de répertoire durant les années 1970. Une édition en VHS et Betamax sort dans les années 1980 et plus tard en DVD et disque Blu-ray[réf. nécessaire].

## Hommage
Le film Austin Powers, de Jay Roach avec Mike Myers, pastiche les séquences du film des Beatles lors du générique de début.